# Sânmartin (gmina w okręgu Kluż)
Sâncraiu – gmina w Rumunii, w okręgu Kluż. Obejmuje miejscowości Ceaba, Cutca, Diviciorii Mari, Diviciorii Mici, Măhal, Sâmboieni, Sânmărtin i Târgușor. W 2011 roku liczyła 1384 mieszkańców.